# Scipione del Ferro
Scipione del Ferro (Bolonha, 6 de fevereiro de 1465 — Bolonha, 5 de novembro de 1526) foi um matemático italiano que primeiro descobriu um método para resolver a equação cúbica reduzida.
Essa solução teria sido passada por um estudante de del Ferro a Girolamo Cardano que a publicou em sua obra-prima matemática "Ars Magna", mostrando sua aplicação a Equações Cúbicas gerais. "Del Ferro" teria sido precedido nessa solução pelo matemático chinês Wang Xiaotong no século VII. O poeta persa Omar Khayyām também resolvera a equação pelo uso das curvas cónicas no século XI e previra uma futura solução mesma por métodos algébricos.

## Vida
Scipione del Ferro nasceu em Bolonha, no norte da Itália, filho de Floriano e Filippa Ferro. Seu pai, Floriano, trabalhou na indústria do papel, o que se deveu à invenção da imprensa na década de 1450 e que provavelmente permitiu a Scipione acessar várias obras nos primeiros estágios de sua vida. Ele se casou e teve uma filha, que se chama Filippa em homenagem a sua mãe.
Ele provavelmente estudou na Universidade de Bolonha, onde foi nomeado professor de Aritmética e Geometria em 1496. Nos seus últimos anos, ele também trabalhou no comércio.

## Difusão de seu trabalho
Não existem scripts sobreviventes de del Ferro. Isso se deve em grande parte à sua resistência em comunicar suas obras. Em vez de publicar suas ideias, ele apenas as mostrava a um pequeno e seleto grupo de amigos e alunos.
Suspeita-se que isso se deva à prática dos matemáticos na época de se desafiarem publicamente. Quando um matemático aceitava o desafio de outro, cada matemático precisava resolver os problemas do outro. O perdedor em um desafio frequentemente perdia financiamento ou sua posição na universidade. Del Ferro tinha medo de ser desafiado e provavelmente manteve seu maior segredo de trabalho para que ele pudesse usá-lo para se defender em caso de um desafio.
Apesar desse segredo, ele tinha um caderno onde registrava todas as suas descobertas importantes. Após sua morte em 1526, este caderno foi herdado por seu genro Annibale della Nave, que era casado com a filha de del Ferro, Filippa. Nave também era um matemático e ex-aluno de del Ferro, e ele substituiu del Ferro na Universidade de Bolonha após sua morte.
Em 1543, Gerolamo Cardano e Lodovico Ferrari (um dos alunos de Cardano) viajaram a Bolonha para encontrar Nave e aprender sobre o caderno de seu falecido sogro.

## A solução da equação cúbica
Os matemáticos da época de del Ferro sabiam que a equação cúbica geral poderia ser simplificada para um dos dois casos chamados de equação cúbica reduzidas, para números positivos {\displaystyle p},{\displaystyle q},{\displaystyle x}
{\displaystyle x^{3}+px=q,\,}
{\displaystyle x^{3}=px+q.\,}
O termo em {\displaystyle x^{2}} sempre pode ser removido deixando {\displaystyle x=x'+a} para uma constante apropriada {\displaystyle a}.
Embora não se saiba hoje com certeza qual método del Ferro usou, pensa-se que ele usou o fato de que {\displaystyle x={\sqrt {a+{\sqrt {b}}}}+{\sqrt {a-{\sqrt {b}}}}} resolve a equação {\displaystyle x^{2}=(2{\sqrt {a^{2}-b}})x^{0}+2a} conjeturar que {\displaystyle x={\sqrt[{3}]{a+{\sqrt {b}}}}+{\sqrt[{3}]{a-{\sqrt {b}}}}}  resolve {\displaystyle x^{3}=(3{\sqrt[{3}]{a^{2}-b}})x+2a}. Isso acabou sendo verdade.
Então, com a substituição apropriada de parâmetros, pode-se derivar uma solução para a cúbica reduzida:
{\displaystyle {\sqrt[{3}]{{\frac {q}{2}}+{\sqrt {{\frac {q^{2}}{4}}+{\frac {p^{3}}{27}}}}}}+{\sqrt[{3}]{{\frac {q}{2}}-{\sqrt {{\frac {q^{2}}{4}}+{\frac {p^{3}}{27}}}}}}.}
Há conjecturas sobre se del Ferro trabalhou em uma solução para a equação cúbica como resultado do curto mandato de Luca Pacioli na Universidade de Bolonha em 1501-1502. Pacioli havia declarado anteriormente na Summa de arithmetica que acreditava que uma solução para a equação era impossível, alimentando um amplo interesse na comunidade matemática.
Não se sabe se Scipione del Ferro resolveu os dois casos ou não. No entanto, em 1925, manuscritos foram descobertos por Bortolotti que continham o método de del Ferro e fez Bortolotti suspeitar que del Ferro havia resolvido ambos os casos.
Cardano, no livro Ars Magna (publicado em 1545) afirma que foi del Ferro o primeiro a resolver a equação cúbica e que a solução que dá é o método de del Ferro.

## Outras contribuições
Del Ferro também fez outras contribuições importantes para a racionalização de frações com denominadores contendo somas de raízes cúbicas.
Ele também investigou problemas de geometria com uma bússola ajustada em um ângulo fixo, mas pouco se sabe sobre seu trabalho nessa área.

## Bibliográfica
- O'Connor, John; Robertson, Edmund (1999). «MacTutor History of Mathematics». University of St. Andrews
- Notable Mathematicians, Online Edition. [S.l.]: Gale Group
- Cardano, Gerolamo (1545). Ars Magna. [S.l.: s.n.]
- Masotti, Arnaldo. Dictionary of Scientific Biography. [S.l.: s.n.] pp. 595–597
- Merino, Orlando (2006). A short history of complex numbers. [S.l.: s.n.]
- García Venturini, Alejandro. Matemáticos Que Hicieron Historia. [S.l.: s.n.]
- Stewart, Ian (2004). Galois Theory, Third Edition. [S.l.]: Chapman & Hall/CRC Mathematics